# Fernando Araos
Fernando Patricio Araos Dattoli (Santiago, 3 de septiembre de 1984) es un médico cirujano y político chileno. Entre marzo de 2022 y junio de 2023, se desempeñó como subsecretario de Redes Asistenciales del Ministerio de Salud (Minsal), bajo el gobierno del presidente Gabriel Boric.
En medio de la crisis generada por los virus respiratorios presenta su renuncia debido a las críticas recibidas por la muerte de lactantes que no fueron previstas en el sistema público.

## Estudios
Realizó sus estudios superiores en la carrera de medicina de la Universidad Finis Terrae, luego cursó un máster en salud pública y gestión sanitaria en la Universidad de Granada, España; y en gestión de salud de la Universidad del Desarrollo.

## Trayectoria profesional
A nivel profesional, se ha desempeñado liderando organizaciones de salud, como hospitales públicos, clínicas y sistemas de emergencia (SAMU).
Inició su carrera en el Hospital Sótero del Río en 2007, donde estuvo de pasante hasta 2010. Posteriormente, pasó tres años en Clínica Consan como médico, participando en procesos de innovación en los modelos de atención de pacientes con heridas y úlceras complejas. Paralelamente, se mantuvo ligado al mundo público como jefe de la Unidad de Hospitalización domiciliaria del Hospital San Borja Arriarán en la comuna de Santiago entre 2012 y 2014. Además, fue jefe de Departamento de Gestión de la Demanda Asistencial y subdirector Médico Adulto, de la misma institución. Durante su paso por el Hospital San Borja Arriarán lideró mejoras en agenda médica y estandarización de procesos de listas de espera quirúrgica y gestión de camas, y dirigió la puesta en marcha del proyecto de hospitalización domiciliaria, generando eficiencias que implicaron una mejora en la gestión de la atención.
Entre 2015 y 2017, se desempeñó como director del Centro Metropolitano de Atención Prehospitalaria, SAMU Metropolitano.
Paralelamente, ha participado activamente en el Colegio Médico de Chile (Colmed), llegando a ser el secretario técnico del Departamento de Salud Pública de ese gremio. También entre 2017 y 2022, ejerció como médico asesor en Ciclo Vital y Redes Transversales en el Servicio de Salud Metropolitano Sur Oriente, donde gestionó el programa de atención para adultos mayores de la red asistencial.

## Trayectoria política
Políticamente independiente, en febrero de 2022 fue designado por el entonces presidente electo Gabriel Boric, como titular de la Subsecretaría de Redes Asistenciales, función que asumió el 11 de marzo de dicho año, con el inicio formal de la administración.

## Controversias
Su designación como subsecretario de Redes Asistenciales por Gabriel Boric, estuvo envuelta en polémica y fue criticado junto a otros tres nombramientos de subsecretarios designados: Cristóbal Pineda en Transportes, Christian Larraín Pizarro en Previsión Social, Alfredo Gutiérrez Vera en Obras Públicas y Galo Eidelstein en Fuerzas Armadas. Araos fue cuestionado porque la Contraloría General de la República (CGR) detectó faltas a la probidad administrativa debido a que era parte de una sociedad médica que prestó servicios al Hospital Sótero del Río cuando su padre, Fernando Araos Valdebenito, se desempeñaba como jefe del servicio de radiología de la institución.
Renuncia el 13 de junio de 2023, en medio de la crisis generada por los virus respiratorios al ser  duramente cuestionado en los últimos días, luego del fallecimiento de una lactante en San Antonio, tras no ser internada en una UCI Pediátrica por falta de camas. Los cuestionamientos se acrecentaron, después de confirmarse que desde el Ministerio de Salud no contactaron a la Clínica Las Condes, pese a que tenía cupos disponibles. Lo sucedido generó críticas incluso al interior del oficialismo, quienes pidieron su salida en medio de las presiones por el anuncio de una Acusación Constitucional en contra de la ministra de Salud, Ximena Aguilera.

En 2024, un estudio presentado en el VII Congreso Chileno de Salud Pública y IX Congreso Chileno de Epidemiología sobre la campaña de invierno 2023, durante la gestión de Fernando Araos como Subsecretario de Redes Asistenciales, concluyó que la campaña fue exitosa. El informe destacó que la implementación de estrategias oportunas y una respuesta temprana permitió contener el aumento de la mortalidad en un grupo etario altamente vulnerable. 
El análisis subrayó que, aunque en 2023 se registró una mayor magnitud y severidad de casos de menores afectados por el virus respiratorio sincicial (VRS) en comparación con años anteriores, el impacto en términos de defunciones fue menor, evidenciando la eficacia de las medidas adoptadas. 